# Copa Paulista de Futebol Feminino de 2022
A Copa Paulista Feminino de 2022 foi a quarta edição deste evento esportivo, um torneio estadual de futebol feminino organizado pela Federação Paulista de Futebol (FPF).
O torneio compreendeu duas fases eliminatórias distintas e contou com a participação de AD Taubaté, Corinthians, EC São Bernardo e Red Bull Bragantino.
O título da edição foi conquistado pelo Corinthians, que venceu a decisão contra o Red Bull Bragantino.

## Formato e participantes
A Copa Paulista de 2022 desenvolveu-se através de duas fases eliminatórias distintas, ambas incorporadas a um sistema de chaveamento predefinido, onde os vencedores dos confrontos progrediam para a decisão. A designação dos participantes foi determinada conforme suas posições no Campeonato Paulista daquele ano.

## Resumo
Após a conclusão da primeira fase do Campeonato Paulista, os clubes AD Taubaté, Corinthians, EC São Bernardo e Red Bull Bragantino foram os qualificados para participar da quarta edição da Copa Paulista. Os dois primeiros jogos foram realizados simultaneamente em 30 de novembro. O Corinthians conquistou uma vitória expressiva sobre o EC São Bernardo, com gols de Jheniffer Cordinali, Victória Albuquerque, Jaqueline Ribeiro e Grazi, consolidando assim sua classificação para a final. Por outro lado, o Red Bull Bragantino obteve uma vitória mais modesta sobre a AD Taubaté, com um placar de 3 a 2, sendo dois gols marcados por Luana e um por Ariel Godoi.
Os jogos de volta ocorreram na semana seguinte. O Red Bull Bragantino foi o primeiro clube a garantir sua vaga na final, derrotando novamente a AD Taubaté, desta vez por 4 a 2. O Corinthians, por sua vez, assegurou sua presença na decisão ao golear o EC São Bernardo por 6 a 0.
Em 8 de dezembro, os vencedores protagonizaram o primeiro jogo da decisão no estádio Nabi Abi Chedid. O Red Bull Bragantino abriu o placar aos 25 minutos do primeiro tempo, aproveitando uma falha na saída de bola do Corinthians. Ariel recuperou a bola, adentrou a área e marcou. Entretanto, aos 38 minutos, o Bragantino também cometeu um erro na saída de bola. Jaqueline aproveitou a falha da goleira, recuperou a bola e igualou o jogo. A virada do Corinthians ocorreu no segundo tempo, com o gol de Giovanna Campiolo aos 14 minutos, após cobrança de falta. O terceiro gol saiu aos 39 minutos, quando Jaqueline aproveitou um cruzamento rasteiro na pequena área e finalizou para o gol. Apesar da vantagem, o clube alvinegro iniciou o segundo jogo buscando o ataque, criando boas oportunidades para ampliar o placar agregado. No segundo tempo, o contexto permaneceu o mesmo, com Jaqueline perdendo um pênalti no primeiro minuto. Entretanto, os gols ocorreram na reta final da partida. O primeiro foi marcado por Jheniffer, do Corinthians, aos 38 minutos. O Bragantino empatou minutos depois com Mylena, mas aos 45 minutos Tamires marcou o gol que garantiu a vitória do Corinthians.

## Resultados
|  | Semifinais          | Semifinais  | Semifinais | Semifinais |   |                     | Final | Final | Final | Final |
|  |                     |             |            |            |   |                     |       |       |       |       |
|  | AD Taubaté          | 2           | 2          | 4          |   |                     |       |       |       |       |
|  | Red Bull Bragantino | 3           | 4          | 7          |   |                     |       |       |       |       |
|  | Red Bull Bragantino | 3           | 4          | 7          |   | Red Bull Bragantino | 1     | 1     | 2     |       |
|  |                     |             |            |            |   | Red Bull Bragantino | 1     | 1     | 2     |       |
|  |                     | Corinthians | 2          | 3          | 5 |                     |       |       |       |       |
|  | EC São Bernardo     | Corinthians | 2          | 3          | 5 | 0                   | 0     | 0     |       |       |
|  | EC São Bernardo     |             |            |            |   | 0                   | 0     | 0     |       |       |
|  | Corinthians         | 4           | 6          | 10         |   |                     |       |       |       |       |

- As equipes que estão na parte superior do confronto possuem o mando de campo no primeiro jogo e em negrito as equipes classificadas.

### Gerais
- «Regulamento do Campeonato Paulista de Futebol Feminino de 2022» (PDF). Federação Paulista de Futebol. Consultado em 13 de janeiro de 2024. Cópia arquivada (PDF) em 13 de janeiro de 2024

### Específicas
1. 1 2  «Com início na quarta-feira (30), datas do torneio estão definidas». Federação Paulista de Futebol. 25 de novembro de 2022. Consultado em 13 de janeiro de 2024. Cópia arquivada em 13 de janeiro de 2024
2. ↑  «Corinthians e Red Bull Bragantino vencem nos jogos de ida das semifinais». Federação Paulista de Futebol. 30 de novembro de 2022. Consultado em 13 de janeiro de 2024. Cópia arquivada em 13 de janeiro de 2024
3. ↑  «Corinthians e Red Bull Bragantino vencem novamente e avançam à final». Federação Paulista de Futebol. 4 de dezembro de 2022. Consultado em 13 de janeiro de 2024. Cópia arquivada em 13 de janeiro de 2024
4. ↑  «Corinthians vence Bragantino e fica mais perto do título da Copa Paulista Feminina». ge. 8 de dezembro de 2022. Consultado em 13 de janeiro de 2024. Cópia arquivada em 3 de fevereiro de 2023
5. ↑  «Corinthians bate o Bragantino novamente e conquista a Copa Paulista feminina». Terra. 11 de dezembro de 2022. Consultado em 13 de janeiro de 2024. Cópia arquivada em 17 de dezembro de 2022
6. ↑  Joel Rodrigues Castilho (12 de dezembro de 2022). «Braga perde para o Corinthians novamente e fica com o vice-campeonato da Copa Paulista Feminina 2022». Jornal em Dia. Consultado em 13 de janeiro de 2024. Cópia arquivada em 17 de dezembro de 2022
7. ↑  «Corinthians vence Bragantino e fica com o título da Copa Paulista Feminina». ge. 12 de dezembro de 2022. Consultado em 13 de janeiro de 2024. Cópia arquivada em 20 de dezembro de 2022